# آنتونیو کاندروا
آنتونیو کاندروا (به ایتالیایی: Antonio Candreva) بازیکن پیشین فوتبال اهل ایتالیا است.
در ژوئن سال ۲۰۰۷ کاندروا با امضای قراردادی با باشگاه اودینزه راهی سطح اول فوتبال ایتالیا شد. در ابتدا برای تیم پریماورا به میدان می‌رفت و پس از نشان دادن لیاقت خود بالاخره اولین بازی خود در سری آ را ژانویه ۲۰۰۸ تجربه کرد. پس آن نیز او هر چند نامنظم برای تیمش به میدان رفت. در سال ۲۰۱۲ کاندروا به باشگاه لاتزیو پیوست. در تابستان ۲۰۱۶ سران باشگاه فوتبال اینتر میلان با فشارهای سرمربی خود نسبت به خرید کاندروا اقدام کردند و پس از کش و قوس‌های فراوان، کلودیو لوتیتو رئیس سخت گیر باشگاه لاتزیو موافقت خود با این انتقال را اعلام کرد.

## افتخارات

### باشگاهی
لاتزیو
- جام حذفی فوتبال ایتالیا(۱): ۱۳–۲۰۱۲

اینتر میلان
- لیگ اروپا: ۲۰–۲۰۱۹ (نایب قهرمان)

### ملی
ایتالیا
- جام کنفدراسیون‌ها: ۲۰۱۳ (سوم)